# Gasthof zum Mohr (Emseloh)

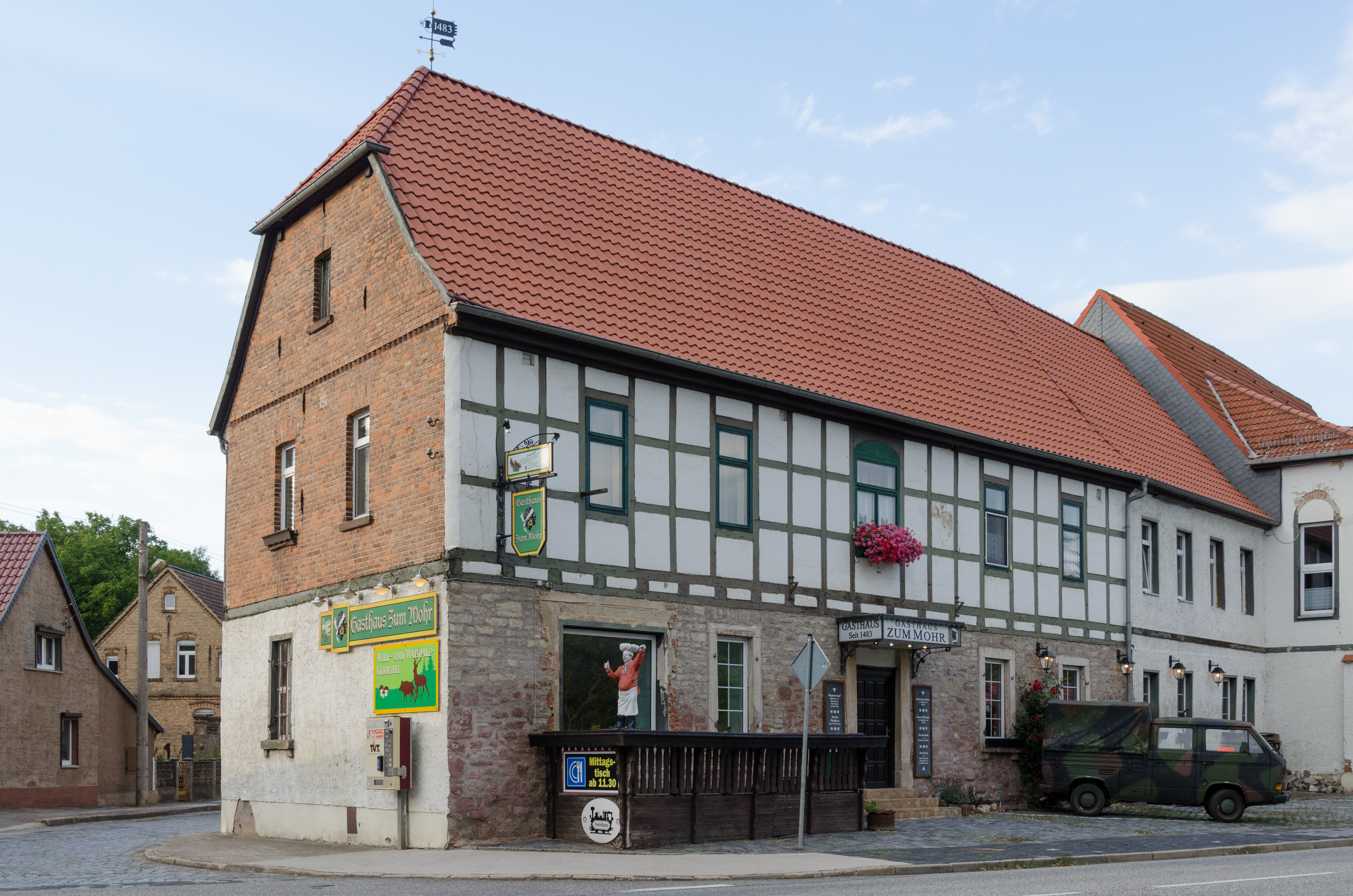
Gasthof zum Mohr in Emseloh

Der Gasthof zum Mohr ist ein historischer Gasthof im Ortsteil Emseloh der Stadt Allstedt im Landkreis Mansfeld-Südharz in Sachsen-Anhalt. Das Gebäude ist ein gelistetes Baudenkmal.

## Lage
Der Landgasthof steht an der alten Straßenverbindung von der Lutherstadt Eisleben nach Sangerhausen an der Ecke der Eisleber Straße zur Emseloher Dorfstraße östlich des Rittergutes.

## Geschichte
Der Mohr gilt als der älteste Gasthof in Sachsen-Anhalt, der noch betrieben wird. Er wurde im Jahr 1483 gegründet und konnte stets von seiner günstigen Lage auf halber Strecke zwischen den beiden nahegelegenen Städten Eisleben und Sangerhausen profitieren.
In der Frühphase war das bedeutende Kloster Kaltenborn förderlich. Es befand sich südöstlich vom Ort und diente den Abkömmlingen zahlreicher adliger Familien als Unterbringungsstätte, wurde allerdings im 16. Jahrhundert reformiert und schließlich im Jahr 1538 aufgehoben. Aus seinen ehemaligen Gütern wurde das dem Mohren direkt benachbarte Rittergut fundiert und aus den Klosterbauten sind viele Bauwerke der Gegend östlich von Sangerhausen entstanden.
George von Morungen auf Burg Grillenburg legte zum Besten der Dorfkirche Unserer lieben Frauen in Emseloh 1483 eine Taberna oder Schänke an, die von den Gemeindemitgliedern und durchreisenden Passanten genutzt wurde und später die Beherbergungskonzession erlangte. Die Kirche veräußerte die Schänke an Wilhelm Oelmann. Von diesem und dessen Witwe Margretha erwarb der kursächsische Rentmeister Caspar Tryller die Schänke und zahlte in den Jahren 1598/99 230 Gulden dafür Da Tryller 1594 auch das Rittergut Emseloh von Burhard Miehe erworben hatte, gehörte die Schänke bis zur Mitte des 19. Jahrhunderts mit zum Rittergut Emseloh (Kaltenborn). Tryller und die folgenden Rittergutsbesitzer verpachteten sie, die im Jahr 1615 wird der Gasthof als steinerne Schänke mit zwei Stuben und einem Backhaus beschrieben wurde. 1772 entstand ein zweites Gasthaus im Ort, die Dorfschenke, und sorgte für erste Konkurrenz.
Die schlechten Straßen, die häufige Zwischenstopps und Übernachtungen notwendig machten, waren gut für das Geschäft. Einen zusätzlichen Aufschwung erhielt der Gasthof mit dem Übergang der zuvor sächsischen Gebiete an Preußen in der Folge des Wiener Kongresses. Da Emseloh an der strategisch wichtigen Verbindung Berlins mit den ebenfalls neuen West-Provinzen lag, billigte Preußen bereits im Jahr 1817 den Plan der „Haupt-Rhein-Straße“ von Berlin über Halle (Saale) nach Kassel und weiter in die Rheinprovinz bzw. die Provinz Westfalen. Infolge der schwierigen finanziellen Lage nach den Befreiungskriegen konnte diese preußische Staatschaussee im Bereich von Emseloh aber erst in den Jahren 1825 und 1826 umgesetzt werden. Von diesem Großprojekt zeugt der Ganzmeilenstein, der schräg gegenüber dem Gasthof am Schlosspark steht.
Das Eisenbahnzeitalter brachte Emseloh keine direkte Bahnanbindung, da die Bahnstrecke Halle–Kassel im Jahr 1865 zwar direkt südlich am Ort vorbeigeführt wurde, aber Bahnhöfe nur in den Nachbarorten Riestedt (westlich) und Blankenheim (östlich) vorsah. Dadurch blieb der Post- und Fuhrverkehr auf der Straße nicht mehr völlig konkurrenzlos, dennoch konnte sich der Gasthof an der Chaussee halten. Auch in späteren Zeiten war die Straße stets der entscheidende Faktor, und so sah der Gasthof im 19. und 20. Jahrhundert die Reichsstraße 80, die Fernverkehrsstraße 80 sowie die Bundesstraße 80 kommen und gehen. Mit dem Bau der neuen Autobahn 38 südlich von Emseloh folgte schließlich die Herabstufung der einst bedeutenden Fernstraße zur Landesstraße 151, doch noch immer leistet sie den Hauptverkehr zwischen Sangerhausen und Eisleben. Ein Parkplatz wurde gegenüber dem Gasthof angelegt.

## Baubeschreibung
Der Gasthof steht auf einer Art Straßeninsel, die die Alte Straße hier mit der Eisleber Straße und der Emseloher Dorfstraße bildet. Dadurch, dass er sich dem Verlauf der Nebenstraße anpasste, entstand eine kleine Freifläche an der Chausseeseite, so dass vor dem Gasthof problemlos angehalten werden konnte. Wie so viele langjährige Gasthöfe entstand der Bau in verschiedenen Phasen. Am ältesten ist zweifelsohne das Erdgeschoss des eigentlichen Gasthofes, das mit Bruchsteinen erbaut wurde. Sein Obergeschoss entstand hingegen aus Backstein und Fachwerk, ist also jünger. Das Dachgeschoss befindet sich unter einem Krüppelwalmdach. Die Fassade des Hauptbaus gliedert sich in fünf Fensterachsen, die aus je vier Fachwerkachsen bestehen, so dass sie recht breit wirken. Als einziges Fenster weicht das über dem Eingang von der sonst durchgängigen rechteckigen Form ab. Über diesem befand sich früher ein Zwerchhaus im Dach, zudem waren über dem östlichen Anbau Fledermaus-Gauben verbaut. Die Fenster im Erdgeschoss hatten ehemals Fensterläden. Über ihren Natursteingewänden sind Segmentbögen zu erkennen.
Östlich anschließend steht ein jüngerer Anbau mit zunächst vier Achsen in derselben Bauflucht, der sich dann aber verbreitert und zum Nachbargebäude wird, in dem seit dem Jahr 2004 die Destille Emseloh untergebracht ist. Beide Bauten waren früher deutlicher voneinander abgehoben. Der Gasthof wurde auf Ansichtskarten Emselohs häufig mit abgebildet, was seine ortsgeschichtliche Bedeutung unterstreicht. Im Denkmalverzeichnis ist er mit der Erfassungsnummer 094 80293 als Baudenkmal eingetragen.

## Name und Logo

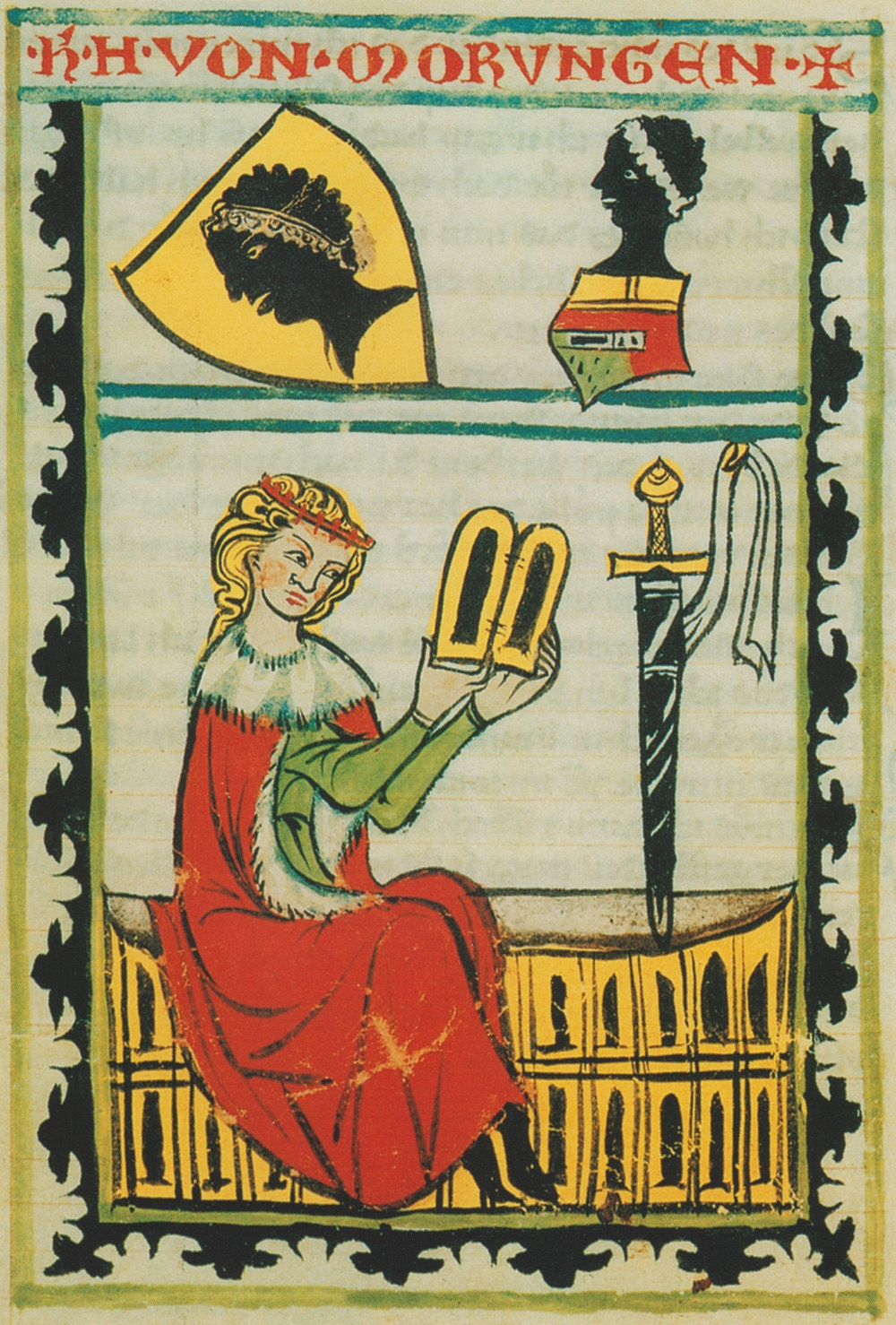
Heinrich von Morungen (Abb. fr. 14. Jh.)

Gasthöfe Zum Mohren gibt und gab es in vielen Städten Deutschlands, etwa in Halle (Saale), Gotha oder Gera. Die heute ungebräuchliche Bezeichnung Mohr leitet sich zumeist vom heiligen Mauritius ab, der der Hauptheilige des Erzbistums Magdeburg war, welches das Bistum Halberstadt, zu dem Emseloh gehörte, seit 1480 mitbetreute. Für den Bistumsheiligen würde sprechen, dass der Gasthof auf das Jahr 1483 datiert wird. Auch im nahen Umfeld finden sich historische Toponyme mit Mohren-Bezug, etwa die Mohrenapotheke in Eisleben.
Beschreibungen aus einer Zeit, in der man Bewohner anderer Kontinente nur vom Hörensagen kannte, führten zu stereotypen Darstellungen, von denen der Gasthof gleich zwei aufweist. Zum einen zeigt das Logo des Gasthauses einen schwarzen Männerkopf mit Kraushaar und Stirnband, Ohrring und betonten Lippen. Zum anderen findet sich über dem Eingang ein schwarzer Männerkopf mit orientalischen Elementen (Turban).
Beide Symbole dürften Nachklang eines Heiligenbildes sein, das sich am Gasthof befand. Dies wird dadurch wahrscheinlich, dass der Gasthof im Jahr 1783 Zum Mohrenkopf heißt, davor aber stets nach den Besitzern: 1669 des Obristen Pege Schenke, 1692 Hofschenke, 1735 das Weisesche Wirtshaus zum Kaltenborn, 1775 der Kraushaarsche Gasthof. Da die ersten bekannten Lehnsnehmer im Jahr 1483 – und bis mindestens 1577 – die Ministerialen von Morungen waren, die im Wappen einen Mohren, mutmaßlich ein redendes Symbol, besaßen, ist es am wahrscheinlichsten, dass der Mohrenkopf von diesen stammte.